# Lecture automatique de document
 (avril 2023).
Si vous disposez d'ouvrages ou d'articles de référence ou si vous connaissez des sites web de qualité traitant du thème abordé ici, merci de compléter l'article en donnant les références utiles à sa vérifiabilité et en les liant à la section « Notes et références ».
La lecture automatique de documents (LAD) est un ensemble de techniques qui permet de segmenter et d'extraire, par reconnaissance optique de caractères (OCR), des informations textuelles sur des documents numérisés de type formulaires structurés ou semi-structurés. Les informations ainsi extraites peuvent alors être utilisées comme métadonnées dans un système de Gestion électronique des documents (GED).
La LAD intègre également la reconnaissance de cases à cocher. Par exemple, un formulaire qui comporte plusieurs cases à cocher ou un questionnaire à choix multiple, ou QCM, pourra être traité par un mécanisme de LAD. Le document papier est numérisé et le moteur de LAD est capable de détecter les cases qui ont été cochées de celles qui ne l'ont pas été. Le sigle anglais pour la reconnaissance de case à cocher est "OMR" qui signifie Optical Mark Recognition.
De façon plus générale, le document numérisé peut provenir de différents supports, par exemple l'image d'une plaque minéralogique capturée par un radar routier, l'image d'un document passé dans un scanner, l'image d'un document transmis par fax, etc.

## Procédés de la LAD
Ne pas confondre reconnaissance automatique de documents, ou RAD, ou de type de documents et lecture automatique de documents (LAD). En effet, si la reconnaissance de caractères ou de formes et autres cases à cocher permet de distinguer un document d’un autre ainsi que certains mots contenus de manière à alimenter une base d’index destinée à une gestion électronique de documents, l’appellation LAD, pour lecture automatique de documents, concerne les processus évolués de capture de données sur des documents structurés et désormais aussi non structurés. 
L’objectif n’est pas d’archiver des documents, mais d’alimenter un système d’informations (souvent un système de GED) avec les données contenues dans les documents numérisés dans le cadre de processus de type industriel. La richesse d’une solution avancée de LAD réside dans sa capacité à fournir, en bout de chaîne de traitement, la totalité des informations attendues par le système d'informations lui-même. 
Au niveau de la reconnaissance initiale OCR, on parle de taux caractère et de taux page pour indiquer la proportion de caractères capturés et la proportion de pages saisies en totalité. 
Aucune solution ne sait fournir des taux de 100 %.
Une phase de vidéo-codage est donc forcément requise pour compléter via un opérateur et son clavier les informations mal reconnues et aussi saisies avec des erreurs par la personne qui aura rempli le document initial.
Les données à saisir sont dactylographiées et manuscrites.
Il y a aussi une phase de reconnaissance intelligente de caractères, ou ICR (Intelligent Character Recognition) qui est un OCR intelligent permettant de s'attaquer à l'écriture manuscrite et à des traitements intelligents comme cités ci-dessous*.
La richesse des solutions de LAD réside beaucoup dans la capacité de compenser les erreurs de lecture ou de saisie par des contextes. En effet, une base de prénoms va être interrogée lorsqu’on sait que l'on est dans une zone prénom, et ainsi lorsque la barre du bas du E de JEAN va se confondre avec la case à remplir, le système va confirmer que JFAN n'est pas une bonne réponse et proposer plutôt JEAN. La solution de LAD doit être paramétrable pour permettre une correction automatique d'un champ prénom dans des cas où celui-ci n'est pas essentiel, et de présenter l'image à un opérateur pour validation ou correction, dans le cas par exemple où il s'agit d’état-civil.
- Si un code alphanumérique possède un algorithme de validation, la solution de LAD va savoir le recalculer et ainsi certifier la bonne saisie.
- Si un document comporte des calculs comme le total d'une facture, la LAD va savoir recalculer le montant total.

En bout de chaîne de traitement, les informations vont être acheminées au système d'informations destinataire.
Ces informations sont constituées de données extraites, d’index attendus et extraits, eux aussi, au moment de la LAD, et bien entendu d’images de chaque document.

## LAD et GED
La LAD devient de ce fait source d'alimentation de la GED (gestion électronique de documents). Il y a donc aujourd’hui un certain chevauchement des fonctions LAD et GED. Sur le plan technologique, la LAD est plus avancée ou pointue, alors que la GED qui se nourrit d’images indexées, va voir sa richesse s’exprimer dans des fonctionnalités transversales au niveau de toutes les fonctions d’une organisation chaque fois que le mot document est utilisé…
La LAD est en conséquence le chaînon manquant dans le traitement du document et la gestion des processus, résolvant le problème de la saisie manuelle et trop différée des informations, alors que la GED s’appuyant sur les données arrivées ou transformées en format électronique et indexé, va fournir celles-ci de manière structurée, indexée et donc efficace à l’ensemble des utilisateurs et des applications requérantes.

## Les applications de la LAD
La LAD prend  une importance croissante dans les processus de dématérialisation où elle apparaît comme un axe de productivité. 
La LAD permet, par exemple, d’accélérer le traitement des factures fournisseurs :
- archivage et indexation automatique de l'image du document ;
- (pré)saisie automatisée des écritures comptables (montants HT, TTC...).

La saisie des factures et, de façon plus générale, des documents transactionnels tels que bons de livraison ou bons de commande permet de réaliser des progrès dans l’organisation en fiabilisant les procédures de traitement avec une alimentation plus rapide du système d’information. 
Les documents traités sont pour la plupart des documents entrants ; c’est-à-dire des documents reçus par courrier ou par télécopie. Les serveurs de fax modernes permettent en effet de déposer l’image des documents dans des répertoires à partir desquels le logiciel de LAD pourra opérer des traitements en mode batch (sans intervention de l’utilisateur). Certains éditeurs proposent des technologies faisant intervenir une Reconnaissance Automatique du document en préalable à sa lecture automatique. L’avantage étant de pouvoir réaliser la lecture appropriée de divers documents, tous déposés dans un même répertoire. La reconnaissance du document pourra s’appuyer sur des éléments de mise en page  (logo caractéristique d’un fournisseur, fond de page, code-barres…) Les documents non reconnus sont déplacés dans un répertoire destiné à un traitement humain (paramétrage de la reconnaissance et de la lecture d’un nouveau type de document ou saisie manuelle s’il s’agit d’un document peu récurrent).
L’équipement des entreprises en logiciels RAD/LAD est également lié au besoin de maîtrise de l’ensemble des informations véhiculées sur les documents entrants : il s’agit de corréler les données qui peuvent être capturées sur les courriers et les fax avec les données déjà structurées du Système d’Information (progiciel de gestion intégré/PGI, logiciel de comptabilité...). La LAD permet de renseigner une GED avec une indexation multicritère des documents entrants. Dès lors, les applications requérantes peuvent appeler les documents de la GED au travers d'un lien (URL ou nom UNC) qui transmet les index de recherche au connecteur de la GED.
La LAD trouve également des applications dans le domaine de l’éducation, pour la correction automatique des questionnaires d'évaluations pédagogiques (permettant l'usage de barèmes évolués), ainsi que pour le traitement des copies d'examens (corrections automatiques et respect de l'anonymat).